# Giuseppe Sabadini
Giuseppe Sabadini (* 26. März 1949 in Sagrado) ist ein ehemaliger italienischer Fußballspieler und -trainer.
Auf Vereinsebene vor allem mit dem AC Mailand sehr erfolgreich, stand er zudem im italienischen Aufgebot für die Fußball-Weltmeisterschaft 1974 in Deutschland.

## Spielerkarriere

### Vereinskarriere
Giuseppe Sabadini, geboren 1949 in Sagrado, einer friaulischen Stadt, begann mit dem Fußballspielen in den Jugendabteilungen von Sampdoria Genua. Von Trainer Fulvio Bernardini, zuvor Meistercoach in Florenz und Bologna, wurde Sabadini im Jahr 1965 mit gerade einmal sechzehn Jahren zum ersten Mal in den Profikader von Samp aufgenommen, musste mit seiner Mannschaft allerdings den Abstieg in die Serie B hinnehmen. In der Folge agierte Giuseppe Sabadini noch bis ins Jahr 1971 in der Verteidigung von Sampdoria Genua, konnte 1967 direkt in die Serie A zurückkehren und sich dort bis zu seinem Abschied aus dem Stadio Luigi Ferraris auch halten.
Im Sommer 1971 wechselte Giuseppe Sabadini den Verein und folgte dem Ruf des AC Mailand. Dieser verlebte gerade unter der Ägide von Erfolgstrainer Nereo Rocco und mit Spielern wie etwa Torhüter Fabio Cudicini, Verteidiger Karl-Heinz Schnellinger, Mittelfeldspieler Gianni Rivera oder Angreifer Pierino Prati eine durchaus sehr erfolgreiche Zeit. Meisterschaftserfolge stellten sich allerdings nicht ein. Stattdessen acanvierte Milan in dieser Zeit zu einem Spezialisten für Pokalwettbewerbe. Bereits in Sabadinis erster Spielzeit in Mailand gewann man die Coppa Italia durch einen 2:0-Endspielsieg gegen den SSC Neapel. Im Folgejahr gelang es dann, diesen Titel zu verteidigen, als sich im Finale mit 5:2 nach Elfmeterschießen gegen Juventus Turin durchgesetzt wurde. Im gleichen Jahr erreichte der AC Mailand – als italienischer Pokalsieger 1972 startberechtigt – nach Siegen über Red Boys Differdingen aus Luxemburg, Legia Warschau aus Polen, Spartak Moskau aus der Sowjetunion sowie Sparta Prag aus der Tschechoslowakei das Endspiel im Europapokal der Pokalsieger und konnte sich in diesem mit 1:0 gegen den britischen Vertreter Leeds United durchsetzen. Ein Jahr darauf stand man nach Erfolgen gegen Dinamo Zagreb, Rapid Wien, PAOK Thessaloniki und Borussia Mönchengladbach erneut im Endspiel des Europapokal der Pokalsieger, musste sich diesmal jedoch dem DDR-Vertreter 1. FC Magdeburg geschlagen geben.
Weitere internationale Endspiele erreichte Giuseppe Sabadini mit dem AC Mailand nicht, wenngleich in der Saison 1976/77 ein weiterer Erfolg in der Coppa Italia erreicht wurde, als man Lokalrivale Inter Mailand mit 2:0 besiegen konnte. Giuseppe Sabadini blieb bis ins Jahr 1978 beim AC Mailand und brachte es in dieser Zeit auf insgesamt 161 Ligaspiele, in denen ihm zwölf Torerfolge gelangen.
1978 schloss sich Giuseppe Sabadini für fünf Jahre dem US Catanzaro an, der sich damals in der Serie A etabliert hatte. Nach einer Reihe sicher erreichter Klassenerhalte belegte man in der Serie A 1982/83 nur den letzten Platz und musste den Gang in die Zweitklassigkeit antreten. Infolgedessen verließ Sabadini Catanzaro und ging zu Calcio Catania, gerade eben in die Serie A aufgestiegen. Noch schlechter verlief dann jedoch die Spielzeit in Catania, man konnte nur magere zwölf Zähler holen und stieg als abgeschlagener Tabellenletzter direkt wieder ab, woraufhin sich auch Giuseppe Sabadini wieder aus Sizilien entfernte. Er ging nun für zwei Jahre zu Ascoli Calcio. Dort passierte in der Serie A 1984/85 der Abstieg in die Zweitklassigkeit, und in der folgenden Serie-B-Spielzeit wurde mit einem sicheren ersten Rang der direkte Wiederaufstieg erzielt. Längst nicht mehr unbedingter Stammspieler, beendete Giuseppe Sabadini seine aktive Laufbahn im Sommer 1986 im Alter von 37 Jahren.

### Nationalmannschaft
In den Jahren 1973 und 1974 brachte es Giuseppe Sabadini auf insgesamt vier Einsätze in der italienischen Fußballnationalmannschaft. Von Nationalcoach Ferruccio Valcareggi wurde er ins Aufgebot der Italiener für die Fußball-Weltmeisterschaft 1974 in Deutschland berufen, stand bei dem Turnier aber im Schatten anderer großer Verteidiger wie etwa Inters Giacinto Facchetti und Tarcisio Burgnich, Juves Luciano Spinosi oder Lazios Giuseppe Wilson, und verpasste einen Einsatz. Die italienische Mannschaft indes verlebte eine enttäuschende WM-Endrunde. In der Gruppe 4 der Gruppenphase errang man nur einen Sieg gegen Underdog Haiti, unterlag aber gegen Polen und spielte remis gegen Argentinien, was schließlich mit Platz drei bereits das Aus in der Vorrunde für den amtierenden Vizeweltmeister zur Folge hatte.

## Trainerkarriere
Nach dem Ende seiner aktiven Laufbahn als Fußballspieler wurde Giuseppe Sabadini Trainer. So arbeitete er von 1988 bis 1989 als Assistent von Tarcisio Burgnich bei US Catanzaro, ehe er zur folgenden Spielzeit selbst auf die Trainerbank wechselte und als Verantwortlicher an der Seitenlinie beim AC Venedig zu agieren begann, allerdings schon bald entlassen wurde. Seine nächste Station war die US Alessandria. Mit dem piemontischen Traditionsverein gelang Sabadini 1990/91 der Aufstieg in die dritte Liga und im folgenden Jahr mit Platz zwölf der durchaus sichere Klassenverbleib.
Auch in den folgenden Jahren kam Giuseppe Sabadini als Coach nicht über die Drittklassigkeit heraus, in dieser Zeit zeigte er sich unter anderem verantwortlich für den FC Messina oder erneut für Catanzaro. Seine bis heute letzte Trainerstation hatte er von 2004 bis 2005 bei AS Taranto, wo der Abstieg in die Fünftklassigkeit nur knapp vermieden werden konnte.

## Erfolge

### Als Spieler
- Europapokal der Pokalsieger: 1×

1972/73 mit dem AC Mailand
- Italienischer Pokalsieg: 3×

1971/72, 1972/73 und 1976/77 mit dem AC Mailand
- Serie B: 2×

1966/67 mit Sampdoria Genua
1985/86 mit Ascoli Calcio

### Als Trainer
- Serie C2: 1×

1990/91 mit US Alessandria